# Liceu Manuel de Salas (voleibol feminino)
A equipe de voleibol feminino do Liceu Manuel de Salas, é um clube chileno da cidade de Santiago, que foi medalhista de bronze no Campeonato Sul-Americano de Clubes de 1975 no Chile e semifinalista na edição de 1976 na Argentina .

## Histórico
Em 28 de março de 1932, o então Presidente Juan Esteban Montero e a Diretora Geral do Ensino Secundário, Amanda Labarca, assinaram o decreto que deu origem ao Liceu Experimental Manuel de Salas , "destinado à aplicação e experimentação de novas organizações, métodos e programas de ensino médio, dando origem ao que se denominava "laboratório pedagógico" , cuja finalidade era ser um centro de testes de planos e programas de estudos de acordo com a idiossincrasia nacional daquele momento e as novas demandas de um país que buscava seu próprio destino..
O nome "Manuel de Salas" foi decidido para homenagear a figura mais proeminente nos campos intelectual, social, educacional e científico de toda a época colonial e do período da Independência, e  começou a funcionar em uma casa de campo localizada nas proximidades da Plaza Ñuñoa em 15 de abril de 1932, subordinado diretamente ao Ministério da Educação, e depois, em 1942, foi transferido para o Instituto Pedagógico da Universidade do Chile. No final dessa mesma década, suas instalações mudaram-se para a rua Brown North, 105, para a casa do ex-diretor do Banco de Chile Pedro Torres, que foi adquirida pelo Estado, e cuja casa principal é atualmente considerada um monumento histórico.
Nas décadas seguintes, o Liceu Experimental Manuel de Salas amadureceu e, ao mesmo tempo, deu uma base sólida às reformas que se tentaram no ensino secundário geral. Nas palavras de Florencia Barrios Tirado, que foi sua diretora por vinte e sete anos, “naqueles períodos houve períodos de crise, vicissitudes, preocupações, incertezas e instabilidade; mas sempre na sua evolução histórica houve criação, dedicação, misticismo e sobretudo, um trabalho anónimo de muitos que permitiu o pleno cumprimento da missão confiada” . No entanto, a crise institucional do país no início dos anos 1970, o golpe de Estado e a subsequente ditadura militar trariam consequências para a Universidade do Chile.
A reforma educativa de 1981 provocou o desmembramento da Instituição, tendo o Liceu Manuel de Salas sido transferido para a Universidade Metropolitana de Ciências da Educação (UMCE), sucessora natural do antigo Instituto Pedagógico.Em 2002, o Congresso da República estabelece, na Lei 19.820, a modificação da dependência da Escola Secundária Experimental Manuel de Salas à Universidade do Chile , constituindo-a como um estabelecimento de ensino pré-escolar, básico e secundário, cuja finalidade é a aplicação e experimentação com novas organizações, métodos e programas de ensino acadêmico.
Além disso, é instituído o Conselho Consultivo , órgão colegiado consultivo composto por representantes de todos os níveis da Comunidade, ou seja, Alunos, Professores, Funcionários Não Docentes, Mães, Pais e Responsáveis.Em 2017, após quatro anos de trabalho na Comunidade, o Liceu Manuel de Salas aprovou seu novo Projeto Educacional Institucional (única proposta no campo educacional no Chile, gerada pelos próprios patrimônios que compõem a estrutura institucional), no qual recupera os eixos formativos fundadores da Instituição e o percurso percorrido até hoje.
Em 2020, o  Club Social y Deportivo Colo-Colo, na procura constante do crescimento e aperfeiçoamento da modalidade, chegou a acordo com a Escola Secundária Manuel de Salas para que todos os ramos desportivos do Clube possam realizar os seus treinos no local localizado na comuna de Ñuñoa, e  os atletas do Futsal, Voleibol e Basquetebol voltaram a encontrar-se fisicamente e voltaram à prática desportiva presencial após oito longos meses de paralisação das atividades presenciais em consequência da pandemia. Tudo isso, sob um rigoroso protocolo sanitário, regido pelo Ministério da Saúde e pelo Ministério do Esporte e seguindo as recomendações da Associação Chilena de Segurança..

### Departamento de voleibol
Em 1975, com nome Liceo Manuel de Salas no naipe feminino, disputou o Sul-Americano de Clubes na cidade de Santiago, Chile, em pontos corridos terminou com o bronze e no ano seguinte na cidade de Buenos Aires, com o nome Instituto Manuel de Salas terminou na quarta posição
Em 2007, disputava a Liga Metropolitana na variante masculina e em 2022 competindo a nível escolar

## Títulos conquistados
Campeonato Sul-Americano de Clubes (0)
| Concorrência                       | Campeão | Vice-campeão | Terceiro posto |
| ---------------------------------- | ------- | ------------ | -------------- |
| Campeonato Sul-Americano de Clubes | 0       | 1 (1975)     | 1 (1976)       |

Campeonato Chileno de Voleibol (LNSV) (0)
| Concorrência                       | Campeão | Vice-campeão |
| ---------------------------------- | ------- | ------------ |
| Campeonato Chileno de Voleibol (0) | ?       | ?            |